# Прылинский, Томаш
Томаш Прылинский (пол. Tomasz Pryliński, 24 августа 1847 года, Варшава, Царство Польское, Российская империя — 15 ноября 1895 года, около Мюнхена) — польский архитектор и реставратор.

## Биография
С 1862 по 1866 год Томаш Прылинский обучался в Баварской политехнической школе в Мюнхене, позднее — в Цюрихе, где закончил политехнический институт. После временного пребывания в Бельгии приехал в Краков. В 1873 году работал в галицийском Банке торговли и промышленности. Позже работал архитектором и реставратором зданий эпохи Возрождения. Сделал инновационный для того времени фотографическое описание королевского замка на Вавеле. С 1881 по 1884 год Томаш Прылинский возглавлял реставрационные работы церкви Посещения Пресвятой Девы Марии и епископского дворца. Спроектировал саркофаг Юзефа Игнацы Крашевского в крипте заслуженных в Костёле на Скалке.
Скончался 15 ноября 1895 года и был похоронен на Раковицком кладбище.

## Важнейшие работы
- Реставрация дома Яна Матейко;
- Реставрация краковских Суконных рядов;
- Проект реставрация дома взаимного страхования «Florianka»;
- Офицерское казино;
- Реставрация Собора Вознесения Пресвятой Девы Марии и святого Иоанна Крестителя в Пшемысле.